# Nestorius
Nestorius ou Nestorios (en grec Νεστόριος), né à Germanicie (aujourd'hui Kahramanmaraş, Turquie) vers 381 et mort en exil en Égypte en 451, fut patriarche de Constantinople du 10 avril 428 au 11 juillet 431, date à laquelle il fut déposé par le concile d'Éphèse. Ses prises de position sont à l'origine du nestorianisme.

## Éléments biographiques
D'après une ancienne tradition syriaque, la famille de Nestorius aurait été d'origine perse. Ses grands-parents avaient quitté la région du Beit Garmaï — centrée sur Kirkouk — pour venir s'installer à Samosate. Leur fils aîné s'installe à Behedin, où il a un fils qu'il dote du même nom que lui, Nestorios. Nestorios est roux et a un visage agréable, mais n'est pas grand ; c'est un Nouveau David. Il apprend les lettres grecques à Germanicie, puis se rend à Antioche, où il est élève de Théodore de Mopsueste. Malgré tout, il n'a qu'une instruction superficielle qu'il compense par de bons talents d'orateur. Moine au monastère d'Euprépios, dans la banlieue d'Antioche, il est ordonné prêtre.
Il est désigné archevêque de Constantinople par l'empereur Théodose II, en violation du droit canonique qui réserve cette prérogative au clergé. En remerciement, Nestorius loue les mérites de l'empereur et acquiert une grande influence à sa cour.
Au cours de son temps passé à Constantinople, il fait fermer les lieux de prière des hérétiques (ariens, macédoniens, etc.), et commet une maladresse en vexant à plusieurs reprises Pulchérie, sœur de l'empereur. Pour couronner le tout, il paraît vouloir évoquer à son tribunal le cas des évêques pélagiens chassés d'Italie, ainsi que celui des prêtres en conflit avec Cyrille d'Alexandrie. Mais ses opinions (qui prennent peu après son nom, le nestorianisme) sont le véritable problème.
La quasi-totalité du peuple, du clergé et des moines de la capitale rejettent ses idées et son fanatisme, alors qu'il est soutenu par l'empereur et la majorité de la cour. Nestorius en appelle à l'empereur pour qu'il convoque un concile, visant pour Nestorius à se débarrasser de Cyrille.
Durant son exil, il n'est pas totalement abandonné de ses amis qui lui amènent les nouvelles de Constantinople. Il écrit entre autres une lettre aux habitants de Constantinople dans laquelle il affirme son accord total avec la christologie de Flavien de Constantinople et celle de Léon de Rome. Il est même convoqué pour participer au concile de Chalcédoine, mais décède avant de pouvoir s'y rendre.

## L'enjeu du débat marial
Un débat a lieu à Constantinople sur le titre Theotokos (« qui a enfanté Dieu », improprement traduit « mère de Dieu ») donné à Marie que d'autres préféreraient voir nommée Anthropotokos (« mère de l'homme »). Nestorius propose une solution de compromis avec Christotokos (« mère du Christ »). Nestorius considérait en effet qu'une femme créée ne pouvait être la mère de Dieu, « être par excellence et donc sans cause ». 
L'écho de ses prédications arriva jusqu'en Égypte où Cyrille était patriarche d'Alexandrie et ressentait ses prédications comme une hérésie insupportable.
En 429, Cyrille attaque les thèses de Nestorius dans des homélies, puis dans une Lettre aux moines et enfin dans une correspondance avec Nestorius (Deuxième Lettre de Cyrille à Nestorius). En 430, Cyrille fait porter par le diacre Posidonius un dossier christologique traduit en latin avec la mission d'accuser Nestorius d'adoptianiste, c'est-à-dire quelqu'un qui conçoit Jésus-Christ comme un homme que Dieu aurait adopté. Sur la foi de Jean Cassien, moine marseillais, bon connaisseur de l'Orient, un synode régional à Rome condamne Nestorius en août et exige une rétractation dans les dix jours.
Nestorius conseille à l'empereur Théodose II de réunir un concile œcuménique à Éphèse pour la Pentecôte 431. La lettre de convocation date du 19 novembre 430 pour une réunion en juin 431. Durant ce même mois de novembre, Cyrille réunit un synode régional à Alexandrie qui condamne Nestorius et adresse au patriarche de Constantinople une troisième lettre avec douze anathèmes inacceptables pour les Orientaux.

## Le concile d'Éphèse
La lettre de convocation ne demandait que quelques évêques afin que le service n'en souffrît pas. Rome envoie deux évêques, Carthage un diacre, l'Illyrie, un évêque. Cyrille va lui-même à Éphèse avec quarante évêques. Cette imposante délégation est présente dès le 7 juin, jour de Pentecôte. La condamnation de Nestorius est acquise dès l'ouverture du concile car la délégation de Palestine n'arrive que le 12 juin et la délégation conduite par Jean d'Antioche n'arrive que le 26 juin. Les délégués romains arrivent délibérément en juillet car le synode régional romain de 430 a déjà résolu la question.
Le concile d'Éphèse ouvre le 22 juin sous la présidence de Cyrille, dont la délégation est la plus nombreuse et en l'absence de Nestorius qui a reçu des menaces de Memnon, évêque d'Éphèse, partisan de Cyrille. Candidien, le représentant de Théodose veut retarder l'ouverture mais il est mis à la porte par les partisans de Cyrille.
À l'arrivée des évêques palestiniens, Théodose tient compte de leur protestation contre le procédé et annule la séance du 22 juin qui condamne Nestorius. Les cyrilliens n'en tiennent pas compte. À l'arrivée des Romains, le concile leur reconnaît des prérogatives, en compensation de quoi, ils entérinent la séance du 22 juin.
Les quatre dernières sessions déposent Jean d'Antioche, Théodoret de Cyr et une trentaine d'autres évêques.

## Les conséquences d'Éphèse
Théodose II enferme Memnon d'Éphèse, Cyrille d'Alexandrie et Nestorius de Constantinople en les sommant de se réconcilier, sans obtenir le moindre résultat. On peut donc se demander pourquoi l'empereur n'a pas été plus ferme alors que ses prédécesseurs savaient taper sur la table quand le besoin s'en faisait sentir. C'est que la cour de Constantinople était divisée, car Cyrille, par des cadeaux somptueux s'était acquis le soutien des puissants. La situation évolue en coulisse en faveur de Cyrille, d'une part du fait du consensus obtenu par l'absence des contradicteurs et d'autre part par ses largesses.
En octobre 431, Maximien remplace Nestorius et celui-ci regagne son couvent d'Antioche avant d'être exilé à Pétra. Dès qu'il est certain que Nestorius ne sera pas réhabilité, Cyrille accepte de signer avec Jean d'Antioche le Symbole d'union de 433 avec la formule suivante :
« Né du Père selon la divinité, le même est né de la Vierge Marie selon l'humanité. »
Cependant, le 3 août 435, influencé par sa sœur Pulchérie, Théodose II exile de nouveau Nestorius au désert occidental d'Égypte, dans la grande oasis d'Al-Kharga où il meurt en 451, entre la convocation et la réunion du concile de Chalcédoine.

## Renouveau des études
Même si les opinions sur les « nestoriens » évoluèrent au fil des siècles, jusqu'à considérer, avec Bar-Hebræus, évêque jacobite du XIIIe siècle, que « nestoriens, jacobites et chalcédoniens ne combattent que pour les désignations de l'union » mais « qu'ils pensaient également bien au sujet de la Trinité et de la conservation sans mélange des natures dont le Christ est composé », ou avec Richard Simon, en 1711, que « le nestorianisme d'aujourd'hui n'est qu'une hérésie imaginaire », le nom de Nestorius resta, durant quatorze siècles, indéfectiblement synonyme d'hérésiarque.
Ce n'est qu'à partir du début du XXe siècle, avec le développement des études orientales et la mise au jour de documents inconnus, que le portrait de Nestorius commença à se nuancer. La découverte, en particulier, du Livre d'Héraclide de Damas (une apologie que Nestorius écrivit alors qu'il était exilé en Égypte) amena le professeur Bethune-Baker à considérer que « Nestorius n'était pas nestorien ». Cette idée est aujourd'hui soutenue par Sebastien Brock.
Paul Bedjan et François Nau, respectivement éditeur et traducteur du Livre d'Héraclide de Damas, sont néanmoins d'un avis opposé et « considèrent que Nestorius professe une doctrine hérétique, touchant le mode d'union de la nature divine et de la nature humaine en Jésus-Christ ».

## Œuvres
- Nestorius, Le livre d'Héraclide de Damas, intro. et trad. F. Nau, sur Archives.
- Deuxième lettre de Cyrille à Nestorius. Réponse de Nestorius à Cyrille. Les 12 anathèmes de la troisième lettre de Cyrille à Netorius dans Denzinger.
- Documents pour servir à l'histoire de l'Église nestorienne, textes syriaques éd. et trad. par F. Nau, Patrologia Orientalis 63, sur Gallica.